# Семеновка (Чишминський район)
Семе́новка (рос. Семёновка, башк. Семеновка) — присілок у складі Чишминського району Башкортостану, Росія. Входить до складу Єнгалишевської сільської ради.
Населення — 44 особи (2010; 70 у 2002).
Національний склад:
- росіяни — 49 %